# Krogulec (zwyczajny)
Krogulec (zwyczajny), krogulec, jastrząb wróblarz (Accipiter nisus) – gatunek średniej wielkości ptaka drapieżnego z rodziny jastrzębiowatych (Accipitridae).

## Podgatunki
Wyróżniono kilka podgatunków A. nisus:
- A. nisus nisus – Europa do południowo-zachodniej Syberii i centralnej Azji.
- A. nisus nisosimilis – północno-zachodnia Syberia do północnych Chin i Japonii.
- A. nisus dementjevi – Pamiro-Ałaj do gór Tienszan (centralna Azja).
- A. nisus melaschistos – wschodni Afganistan do południowo-zachodnich Chin.
- A. nisus wolterstorffi – Korsyka i Sardynia.
- A. nisus punicus – północno-zachodnia Afryka.
- A. nisus granti – Madera i Wyspy Kanaryjskie.

## Występowanie
Jest on najliczniejszym przedstawicielem rzędu szponiastych w Eurazji. Zamieszkuje Europę, zachodnią, północną, środkową i wschodnią Azję oraz północno-zachodnią Afrykę. Północne populacje wędrowne – zimują na południu Europy i południu Azji, rzadziej w Afryce.
W Polsce nieliczny (lub lokalnie średnio liczny) ptak lęgowy. Występuje tu cały rok. Jest drugim pod względem liczebności (po myszołowie) dziennym ptakiem drapieżnym kraju. Występuje na terenie całej Polski, ale najliczniej w rozległych kompleksach leśnych na wschodzie kraju.
Częściowo wędrowny (przyloty od marca do maja, a odloty od końca sierpnia do początków listopada). Migracja może być tak intensywna, że z jednego stanowiska można niekiedy naliczyć kilkaset osobników jednego dnia. Część ptaków nie odlatuje na zimę, lecz prowadzi koczowniczy tryb życia w pobliżu wyprowadzanych lęgów. Wiosną i jesienią (w okresie migracji) oraz zimą przelatują przez Polskę ptaki, które gnieżdżą się dalej na wschodzie i na północy. Większa ich liczba zwiększa możliwość obserwacji, nawet w miejskich parkach.

## Charakterystyka

### Cechy gatunku

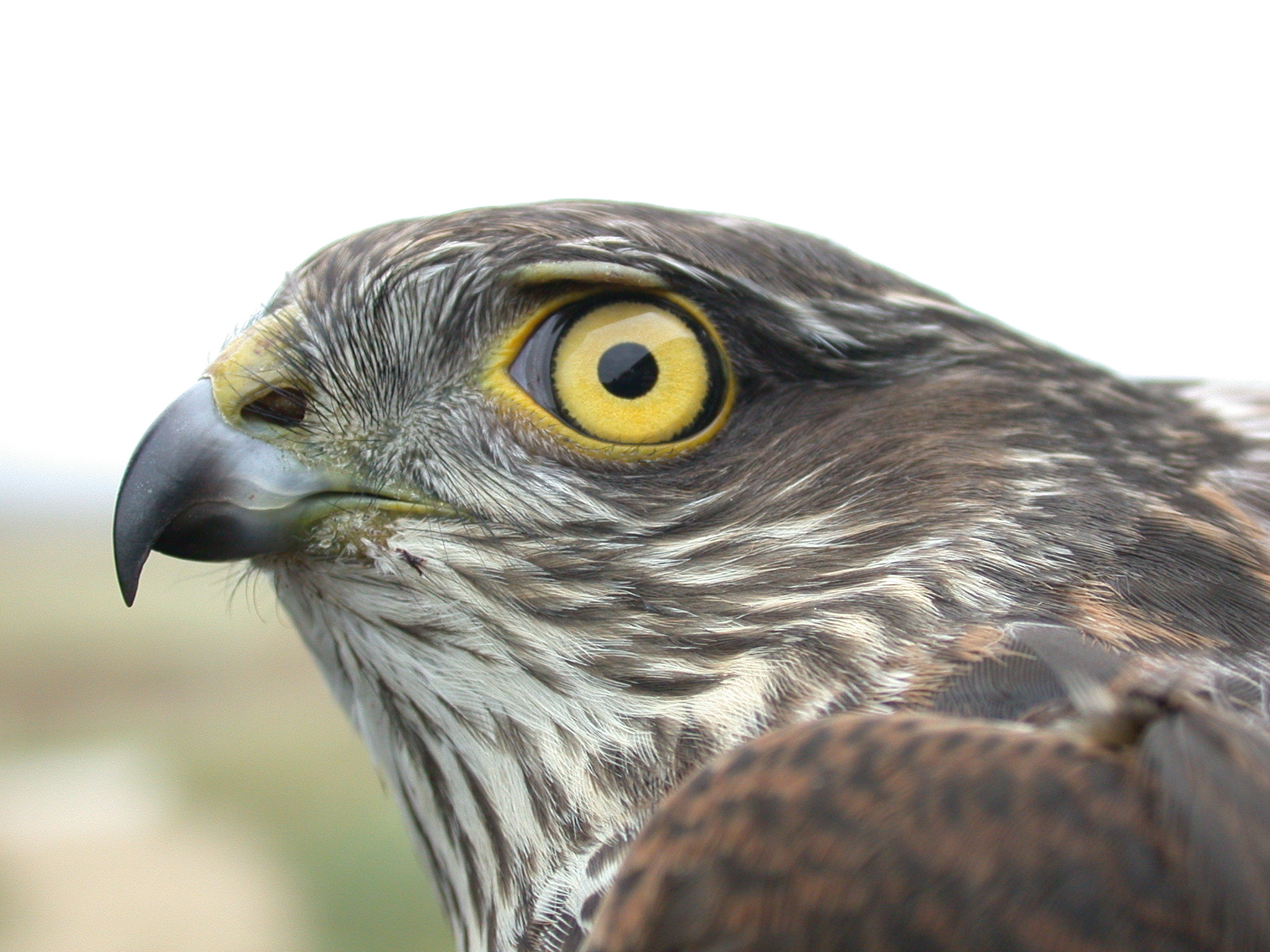
Głowa młodego krogulca

Samica jest wyraźnie większa od samca (o około 1/3). Różnice znacznie widać też w ubarwieniu. U bardziej jaskrawego samca występuje niebieskoszary wierzch, a na białawym spodzie ciała i na policzkach widać rdzawe prążkowanie. Tęczówki pomarańczowe. U samicy wierzch ciała szary, spód białoszary z poprzecznym pręgowaniem. Jasne policzki i żółte tęczówki oka. Obie płcie mają jednak ogon dłuższy niż szerokość ich skrzydła. Prosto ścięty ogon jest stosunkowo długi. Nogi żółte, zakończone hakowatymi pazurami, proporcjonalnie cieńsze i dłuższe niż u jastrzębia. Samica krogulca jest podobna, choć nieco mniejsza od jastrzębia, od którego w locie można odróżnić je m.in. po ogonie: u krogulca jest on równo ścięty, u jastrzębia – lekko zaokrąglony. Poza tym krogulec nie ma tak wyraźnej brwi. Samiec jest mniejszy od pustułki, podczas gdy samica jest od niej większa. Prowadzi skryty tryb życia, choć jesienią częściej wylatuje na otwarte przestrzenie.

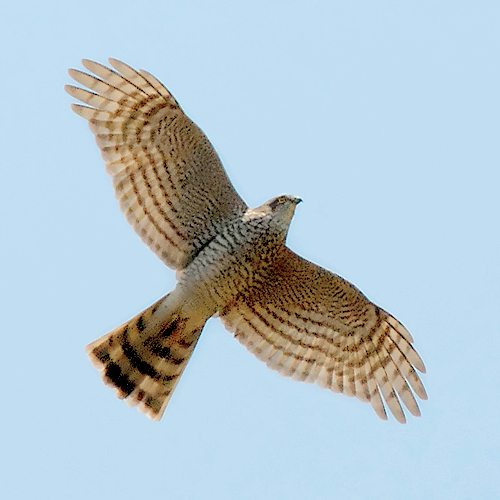
Samica w locie

### Lot
W locie jego sylwetka przypomina nieco dużo bardziej pospolitą u nas kukułkę, którą jednak częściej słychać niż widać. W powietrzu dostrzec można zaokrąglone, krótkie, choć szerokie skrzydła i długi ogon, na którym znajduje się na środkowych sterówkach 4–5 ciemnych pasów. Krótkie uderzenia szerokich skrzydeł i falowany tor ruchu przypominają lot gołębia – szybko wznosi się, szybuje, po czym opada. Krogulec potrafi na małym dystansie rozwinąć znaczną prędkość.

### Głos
Odzywa się bardzo rzadko, przeważnie gdy jest niepokojony w pobliżu miejsca gniazdowania. Wykrzykuje wtedy jękliwe „kee-kee-kee-kee”. Zimą nie wydaje żadnych odgłosów.

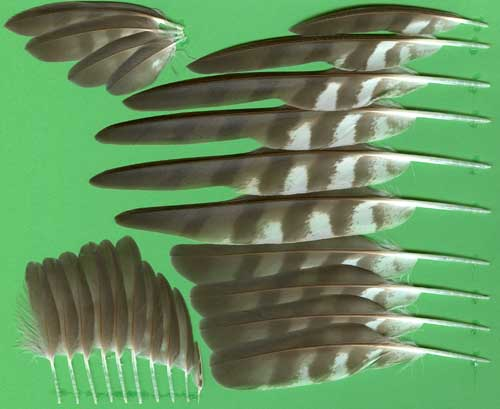
Lotki pierwszorzędowe samca krogulca

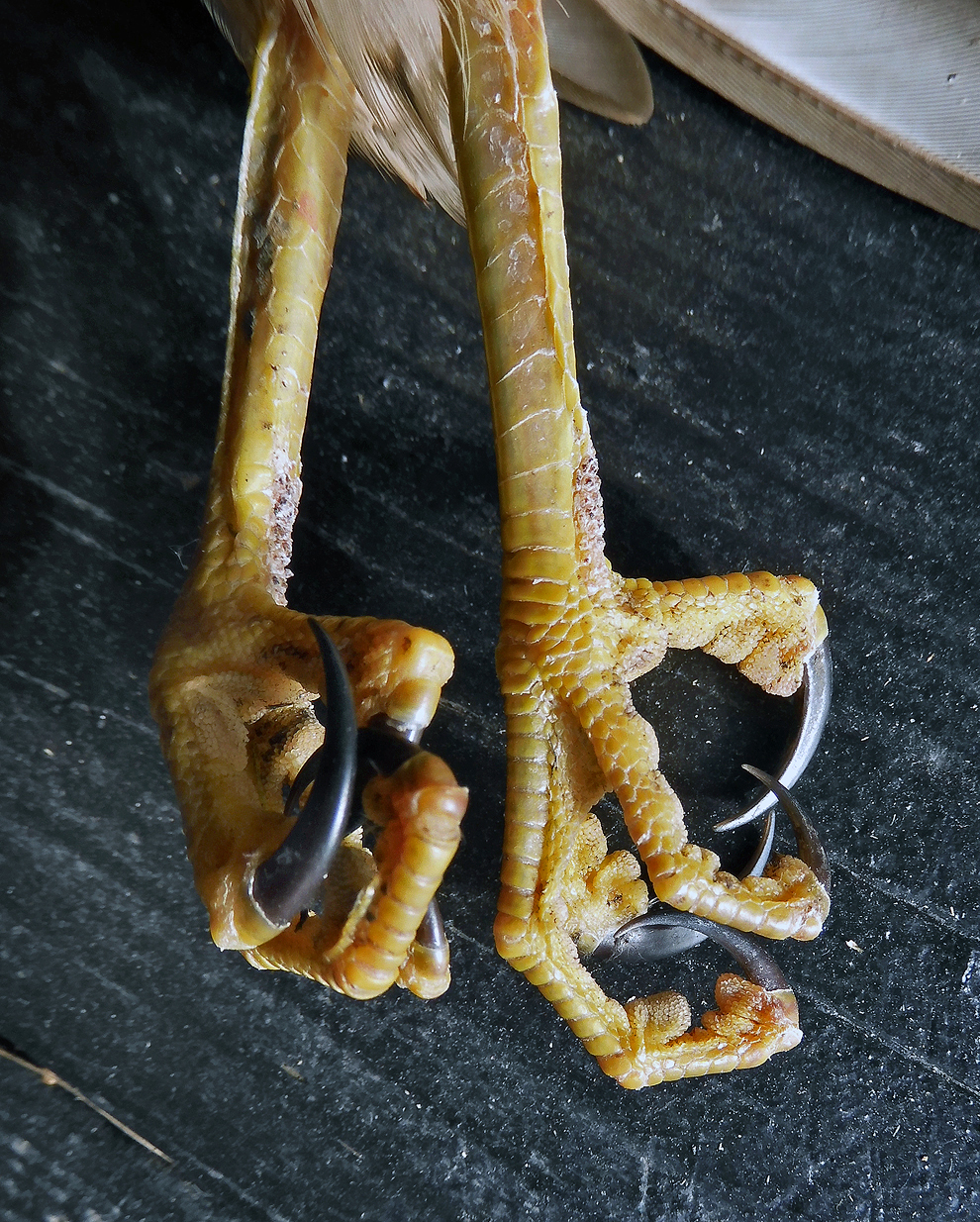
Szpony krogulca

### Wymiary ciała samca
długość ciała około 30–33 cm
rozpiętość skrzydeł ok. 60–63 cm
masa ciała około 150 g

### Wymiary ciała samicy
długość ciała około 35–39 cm
rozpiętość skrzydeł 74–79 cm
masa ciała około 280 g

## Biotop
Zamieszkuje skraje lasów w pobliżu pól z kępami drzew, w tym 20–50-letnie świerkowe i sosnowe drągowiny, monokultury oraz śródpolne zagajniki. Mogą być to zarówno duże kompleksy leśne, ze zwartymi drzewostanami poprzecinane przesiekami i porębami, ale też polne biotopy, w których rosną krzewy i drzewa. Często spotykany dość blisko siedzib ludzkich, wydaje się przyzwyczajać do antropogenicznych zmian, jak i samej obecności ludzi. Jego zasięg nie jest zależny od wysokości nad poziomem morza. Coraz częściej spotyka się go w większych parkach miejskich i ogrodach oraz polującego w pobliżu gospodarstw wiejskich. Zimą widywany na polowaniu (głównie na wróble) w centrach miast lub nawet przy karmnikach (czasem tylko płoszy małe ptaki, by te ogłuszone uderzeniem w szybę dały się łatwo schwytać). Krajobraz musi być na tyle zróżnicowany, by zapewnić dostateczną ilość pokarmu. Niezbędna jest do tego obecność otwartych przestrzeni.
To jedyny gatunek rzędu szponiastych, który regularnie poluje na ptaki żywiące się w karmnikach.

## Okres lęgowy

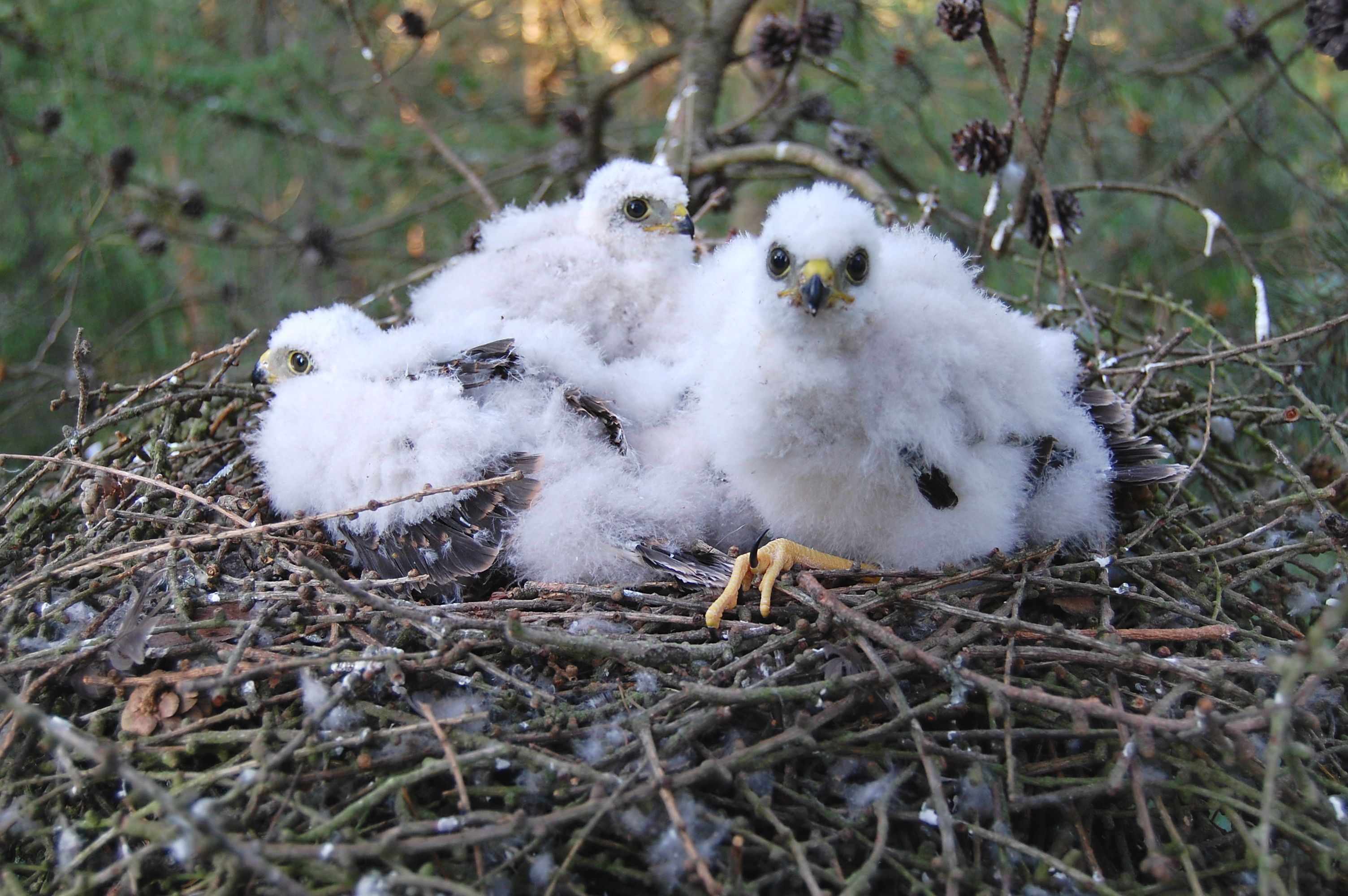
Pisklęta w gnieździe

### Toki
Przed wyprowadzeniem lęgu samce szukają bezpiecznego i zasobnego w pokarm miejsca na gniazdo. W tym czasie terytoria samic są dużo większe, tak że pokrywają się z paroma rewirami łowieckimi samców. Zalatują one w te nakładające się obszary i wybierają jednego z samców do założenia rodziny. Para broni odtąd tego terenu, dając konkurentom sygnały w postaci nawoływania i lotów godowych. W powietrzu partnerzy powoli wznoszą się ponad drzewami lub po falistym wznoszącym locie nagle pikują w dół i kończą go wspólnym łapaniem się za szpony i koziołkowaniem. Jest to czas budowy gniazda. Samiec dokarmia przebywającą na pustym jeszcze gnieździe samicę, która w tym czasie musi niekiedy walczyć z innymi samicami o miejsce lęgowe. Jednocześnie magazynuje wtedy zapasy energii na okres wysiadywania. Jest zatem uzależniona pod tym względem od odżywiającego ją samca.

### Gniazdo
Gniazdo ulokowane jest zazwyczaj na świerku, modrzewiu lub jodle, w pobliżu pnia lub na odchodzącej od niego gałęzi, na niewielkiej wysokości (niżej niż gniazdo myszołowa czy jastrzębia). Zbudowane z cienkich patyków, wyścielone jest świeżymi gałązkami, jak też później, z racji pierzenia się samicy, piórami (co jest elementem niespotykanym u innych drapieżnych ptaków). W przeciwieństwie do innych jastrzębiowatych, krogulce zwykle co roku budują nowe gniazda ze zrywanych gałązek drzew. Wynika to z tego, że inne drapieżniki mogą zasiedlać zeszłoroczne miejsca lęgowe, które stają ich noclegowiskami lub je plądrować, jak robią to m.in. kuny. Nie bez znaczenia pozostaje duża liczba pasożytów mnożąca się po pewnym czasie w gnieździe. Budowa konstrukcji trwa miesiąc.

### Jaja

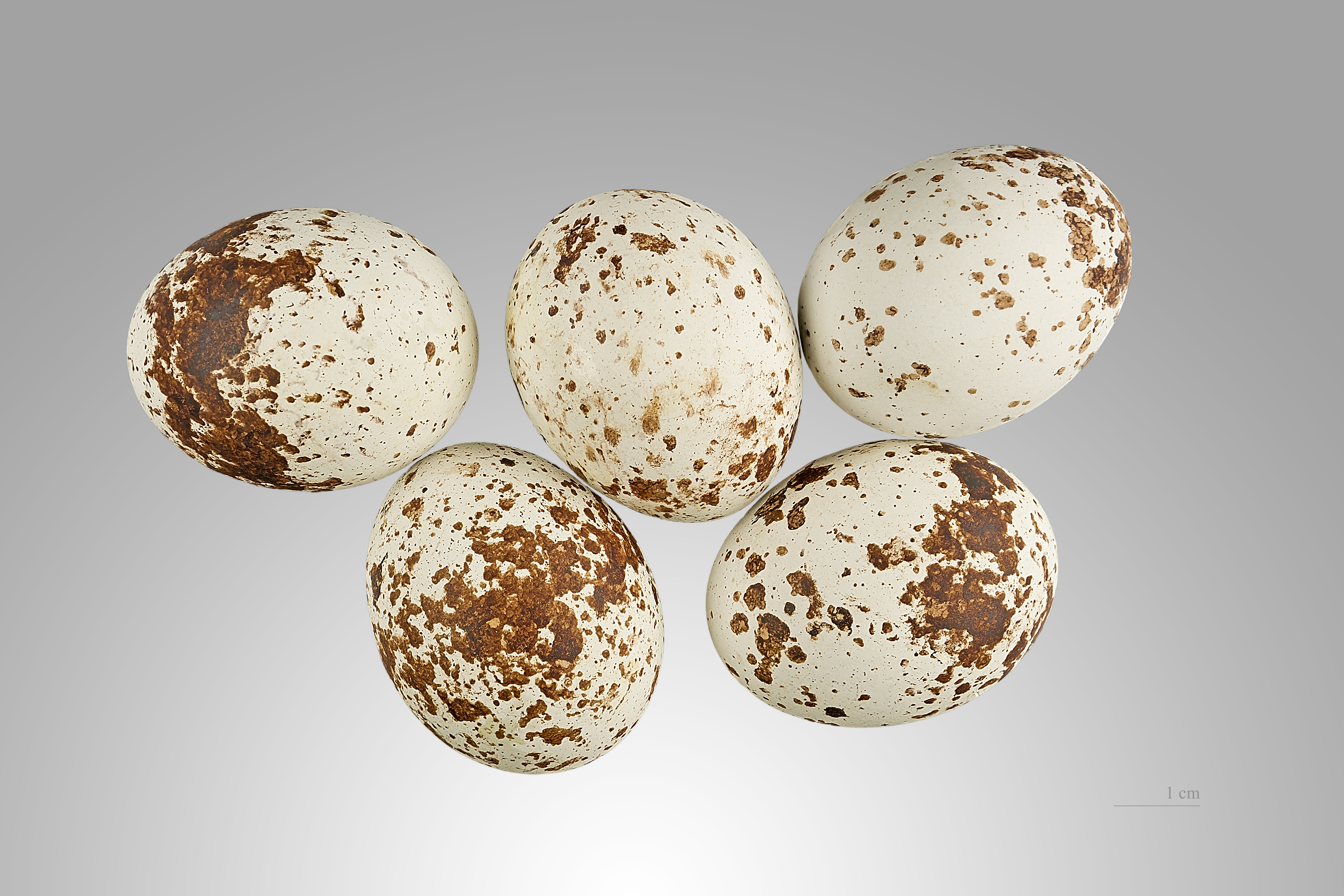
Jaja z kolekcji muzealnej

Krogulec wyprowadza jeden lęg w roku, składając w maju lub czerwcu 4 do 6 niebieskawych jaj w brązowe plamki, w 2,3-dniowych odstępach czasu. Jaja są pokryte fioletowo-szarymi lub ciemnobrązowymi plamami. Wyjątkowo gdy wcześnie utraci swój lęg, może założyć drugi tego samego roku.

### Wysiadywanie i dorastanie
Jaja wysiadywane są przez okres około 33 dni przez samicę po zniesieniu przez nią 3–4 jaj. Liczba piskląt uzależniona jest zarówno od wieku samicy, jak i od dokarmiania jej przez samca, bo ma ono wpływ na kondycję przyszłej matki. Pośrednio zatem wpływ na liczność lęgu ma też zasobność środowiska w pokarm. Pora gniazdowania dla wysiadujących samic jest wyjątkowo niebezpieczna, ponieważ właśnie wtedy się pierzą i są wyjątkowo bezbronne. Matka uczy młode polować poprzez specyficzną zabawę. Gdy jest na gnieździe, łapie w dziób mięso złapanej zdobyczy, trzęsie nim i oddala się trochę od potomstwa, by sprowokować je do ataku. Samica pozostaje w gnieździe przez pierwsze 8–14 dni od wyklucia, rozdziela pokarm, chroni przed złymi warunkami pogodowymi i drapieżnikami oraz oczyszcza miejsce z odpadków. Z czasem, gdy jej potomstwo potrafi już się bronić, poluje odlatując coraz dalej. Pokryte białym puchem pisklęta – gniazdowniki – opuszczają gniazdo po około 30–35 dniach, kiedy to stają się lotne. Przez kolejny miesiąc ćwiczą jeszcze latanie i polowanie, nie opuszczając obszarów lęgowych rodziców. Młode do drugiego roku życia nie mają poprzecznych prążków na spodniej części ciała, ale podłużne plamy przypominające krople i są brązowawe. Już pierwszoroczne ptaki mogą się rozmnażać, lecz niewiele z nich już w tym wieku zakłada lęg.

## Pożywienie

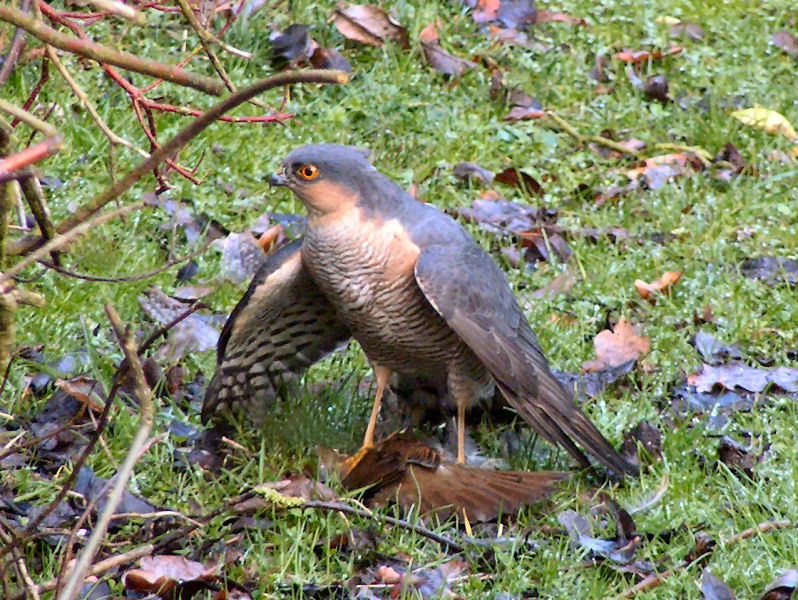
Samiec krogulca nad upolowaną ofiarą

Krogulec jest doskonałym myśliwym. Nie wypatruje nigdy łupu, jak np. myszołów, lecz podczas polowania niepostrzeżenie zbliża się do zdobyczy, lecąc nisko nad ziemią, koronami drzew lub krzewami i doskonale przy tym wykorzystując przeszkody i osłony terenowe np. żywopłoty lub krzaki, dające mu efekt zaskoczenia. Zdobycz swoją błyskawicznie atakuje w locie lub na ziemi, co ułatwiają mu stosunkowo długie i cienkie nogi. Nieświadoma ataku zdobycz może być nawet w trakcie lotu krogulca zmieciona z gałęzi. Może też napadać na ofiarę czekając w ukryciu. Po dłuższym czasie przelatuje też z jednej czatowni do drugiej nieopodal. Zawsze wykorzystuje efekt zaskoczenia. W czasie polowania jest tak skoncentrowany, że nie zwraca zwykle uwagi na otoczenie, w tym na niekiedy bezpośrednią obecność człowieka. Dochodziło nawet do sytuacji, że ptak ten w pościgu za ofiarą wpadał do ludzkich mieszkań. Pogoń pomiędzy budynkami może również zakończyć się uderzeniem w szybę, co powoduje niekiedy śmierć ptaka. Gdy po pierwszym ataku niedoszłej ofierze uda się zbiec, krogulce korzystają ze swych długich nóg i próbują dostać się do niej, gdy ukrywa się w zakamarkach lub w gęstych krzakach. Upolowanego ptaka zwykle przenoszą w ustronne miejsca, tzw. „skubalnie”, którymi mogą być stare pniaki czy poziome gałęzie, i tam oskubują go z piór. W okresie lęgowym zlokalizowane są one w pobliżu miejsc lęgowych, co ułatwia ornitologom analizowanie diety krogulców. Przy większej ofierze dowodem posiłku są pozostawione wnętrzności, kości, dzioby lub nogi.

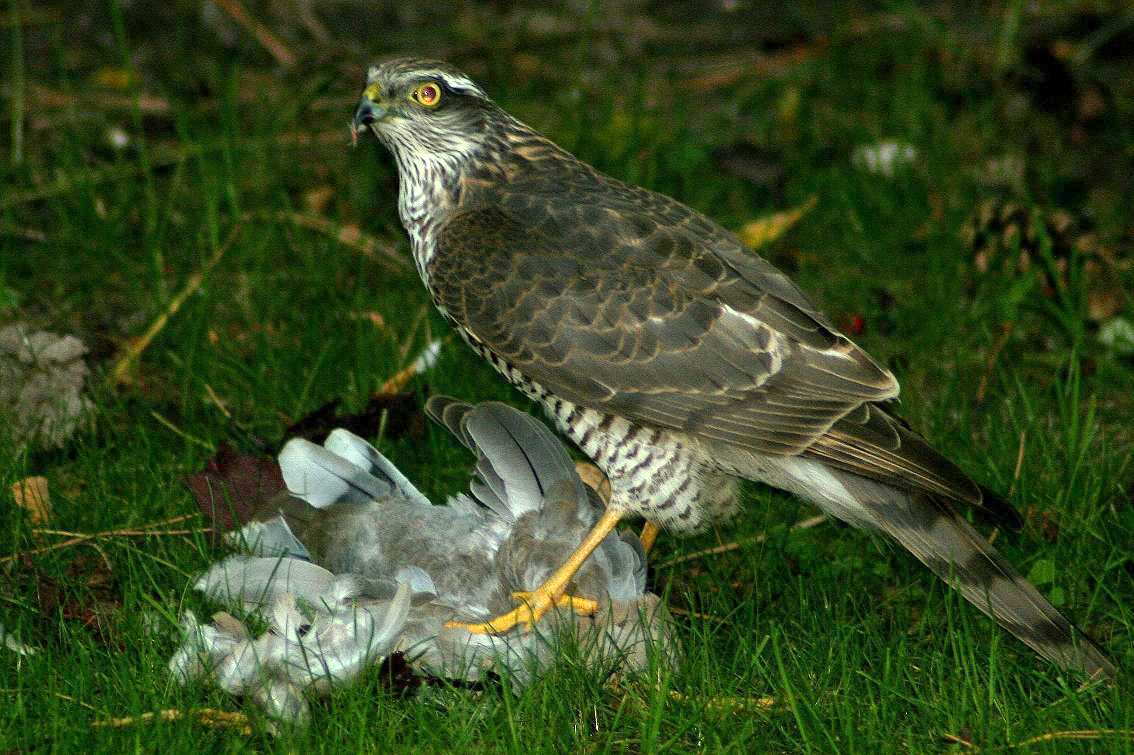
Samica krogulca oskubująca złapaną sierpówkę

Na jego pożywienie składają się głównie drobne ptaki (najwyżej do rozmiarów gołębia lub drozda włącznie), szczególnie zimą często ofiarą padają wróble domowe (przez co zyskał przydomek krogulec – wróblarz), które gromadzą się w pobliżu domostw ludzkich, ale poluje także na mazurki, sikorki, trznadle, skowronki, zięby, śpiewaki, rudziki, kosy, szpaki, a z innych gromad: myszy, żaby, gady i większe owady. Te ostatnie są tylko uzupełnieniem diety. Aby zaspokoić zapotrzebowanie energetyczne musi dziennie zjeść dwa zwierzęta porównywalne masą do wróbla. Tylko sporadycznie w żołądkach i gniazdach tych drapieżników znajdowano większe ptaki łowne i ssaki. Prawdopodobnie były to zwierzęta ranne, np. poszkodowane w wyniku wypadku drogowego lub w czasie prac polowych, co sprawiło, że były łatwe do pochwycenia. Krogulce jednak preferują pospolite i mniejsze ptaki, bo złapanie większych zwierząt wymaga od nich zbyt dużego wysiłku.
Ciekawa osobliwość u tych drapieżników wynika z różnic w wielkości pomiędzy płciami. Samica może polować na zdobycz o innych rozmiarach w porównaniu do samca, co zmniejsza konkurencję o pokarm między nimi. Mniejszy samiec poluje na drobniejsze zwierzęta i łatwiej potrafi poruszać się w gęstym lesie. Jego partnerka potrafi złowić natomiast średniej wielkości sójkę lub grzywacza.

## Status i ochrona
Międzynarodowa Unia Ochrony Przyrody (IUCN) uznaje krogulca za gatunek najmniejszej troski (LC – least concern) nieprzerwanie od 1988 roku. Liczebność światowej populacji, obliczona w oparciu o szacunki organizacji BirdLife International dla Europy z 2015 roku, mieści się w przedziale 2,2–3,3 milionów dorosłych osobników. Globalny trend liczebności populacji uznaje się za stabilny.
W Polsce objęty ochroną gatunkową ścisłą. Na Czerwonej liście ptaków Polski został sklasyfikowany jako gatunek najmniejszej troski (LC). W latach 2013–2018 liczebność krajowej populacji lęgowej szacowano na 20 500 – 39 000 par. Krótkoterminowy trend liczebności w latach 2007–2018 uznano za stabilny, ale trend długoterminowy jest wzrostowy od lat 80. XX wieku, kiedy to populacja zaczęła się odbudowywać po wcześniejszych silnych spadkach.
Przez wiele lat krogulec był uznawany przez człowieka za szkodnika, więc go zwalczano. Największy spadek liczebności zanotowano jednak w drugiej połowie XX wieku w wyniku intensywnego stosowania chloroorganicznych środków ochrony roślin. Ich wysoka zawartość w organizmach ptaków upośledzała układ nerwowy, utrudniając polowanie, zmniejszała grubość skorup jaj i powodowała ich śmierć. Dopiero wycofanie szkodliwych substancji i ochrona gatunkowa pomogły odbudować populacje, dzięki czemu można krogulca spotkać w różnych częściach Polski.